# Tethlimmena aliena
Tethlimmena aliena là một loài bọ cánh cứng trong họ Cerambycidae.